# Le Fils de l'homme (roman de Del Amo)
Pour les articles homonymes, voir Le Fils de l'homme.
Le Fils de l'homme est un roman de Jean-Baptiste Del Amo paru le 19 août 2021 aux éditions Gallimard. Il reçoit la même année le prix du roman Fnac.

## Historique du roman
Jean-Baptiste Del Amo déclare écrire les livres en lien les uns avec les autres, et après Règne animal (2016) traitant déjà de la violence au sein des familles, avoir voulu écrire sur la « transmission de la violence » de pères en fils.
Le roman reçoit, le 6 septembre 2021, le prix du roman Fnac décerné par un jury de 400 libraires et de 400 lecteurs adhérents à la Fnac. Il en était finaliste avec Milwaukee Blues de Louis-Philippe Dalembert, S'il n'en reste qu'une de Patrice Franceschi et Où vivaient les gens heureux de l'écrivaine américaine Joyce Maynard,.

## Accueil critique
Lors de sa parution le roman est bien accueilli par la critique littéraire, notamment par Patrick Grainville, dans Le Figaro, qui souligne selon lui les « nombreuses scènes magnifiques » traitant des relations filiales ou Laurence Houot pour France Info qui y voit un « un roman très pessimiste sur la folie d'un père » et « sur la répétition de la violence familiale » mais cependant « se li[sant] comme un thriller » en mettant en avant les décors naturels dans une « langue magnifique ». Pour Jacques Nerson dans L'Obs, si le roman est dur d'accès en raison notamment de la déconstruction chronologique « des tenants et des aboutissants » de l'histoire et d'un certain excès d'« étalage d’érudition » linguistique et sémantique, il mérite cependant l'effort du lecteur qui, petit à petit, sera pris par la puissance de « cette tragédie qui se noue en silence entre trois êtres humains s’efforçant de s’aimer ».

## Éditions
- Éditions Gallimard, coll. « Blanche », 2021,  (ISBN 9782072949937)[7]